# Крестони
Кресто̀ни (на гръцки: Κρηστώνες, Γραστώνες) е името на тракийско племе, населявало северните части на планината Дисорон (Круша) и северните склонове на Богданска планина в Югозападна Тракия (Гърция). Споменати са от Херодот, който в разказа си за похода на персийския цар Ксеркс I през Втората Гръко-персийска война казва още, че р. Хейдорос (или Ехейдорос - р. Галик) извира от крестонската земя. Областта Крестония и крестоните са споменати и от Тукидид. Херодот говори също и за град Крестон, населяван от пеласги, градът е споменат по-късно и от Стефан Византийски, цитиращ Хекатей и неговата „Обиколка на земята“. Според Херодот по време на похода на Ксеркс племената на крестоните и бисалтите са управлявани от един владетел.
Известно е името на божеството Кандаон, смятан за бог на войната при крестоните. Не е известно дали това е същото божество, в което жителите на гр. Крестон се кълнат според Ликофрон и Стефан Византийски